# Bernard de Montfaucon
Pour les articles homonymes, voir Montfaucon.
Bernard de Montfaucon, né probablement le 16 janvier 1655 à Soulatgé, mort le 21 décembre 1741, est un moine bénédictin français. Il est l'un des savants de la congrégation de Saint-Maur.
En appuyant l'histoire non seulement sur les textes, mais aussi sur les monuments et vestiges du passé, il est considéré comme un antiquaire pionnier de l'archéologie moderne.

## Biographie
Bernard de Montfaucon naît en janvier 1655 au château de Soulatgé, petite commune du sud des Corbières, dans l'actuel département de l'Aude. Les sources divergent sur la date exacte, certaines avancent notamment le 13 janvier,, mais Bernard de Montfaucon indique lui-même être né le 16 janvier, la date généralement retenue.
Il passe ses premières années au château de Roquetaillade, résidence habituelle de sa famille, puis il est envoyé à Limoux en 1672 au collège des pères de la doctrine chrétienne.
Ses lectures de Plutarque et de toute une série de livres de la bibliothèque paternelle l'amènent à embrasser la carrière des armes. Il est admis dans le corps des Cadets de Perpignan en 1672, perd son père à la fin de cette même année et doit rester à Roquetaillade jusqu'à l'année suivante (1673), époque à laquelle il entre comme volontaire dans le régiment du Languedoc, commandé par un de ses parents, le marquis d'Hautpoul, et part en Allemagne comme capitaine des grenadiers. Il fait deux campagnes de la Guerre de Hollande sous les ordres de Turenne, participe à la bataille de Marienthal et tombe malade à Saverne (Alsace).
Au cours de sa maladie contagieuse il aurait fait le vœu à Notre-Dame de Marceille, près de Limoux, de donner à sa chapelle la somme de cent livres et de devenir moine bénédictin si, par son intercession, il revenait dans son pays. Son vœu fut exaucé et il rentra dans sa famille.
Après la mort de son père au château de Roquetaillade, celle de sa mère, qui suivit de peu son retour, le laisse dans l'isolement. Il renonce au monde, prend l'habit de saint Benoît en 1675, au monastère de la Daurade à Toulouse, où il apprend le grec, l'hébreu, le chaldéen, le syriaque et le copte. Il y fait profession - c.-à-d. prononce solennellement les trois vœux de pauvreté, d'obéissance et de chasteté - l'année suivante, le 13 mai 1676.
Il enseigne ensuite à Sorèze et, deux ans après, à l'abbaye de Lagrasse où il reste huit années, pendant lesquelles il entretient une active correspondance avec son supérieur général Dom Martin. Il s'y perfectionne en grec. Claude Martin, mort en 1696, l'envoie en 1686 à l'abbaye Sainte-Croix de Bordeaux où il apprend l'hébreu, puis à Paris, en 1687 aux Blancs-Manteaux.
Entouré d'un groupe de savants (l'Académie des Bernardins), il publie des éditions des œuvres des pères de l'Église grecque : saint Athanase (1698) qui lui vaut les félicitations de Bossuet, et saint Jean Chrysostome (achevé en 1718). Il se lie avec du Cange sous la direction duquel il travaille un moment. En 1714, il publie des fragments qu'il a rassemblés des Hexaples d'Origène.
Dom Bernard de Montfaucon avait commencé ses travaux d'érudition grecque et latine bien avant son départ pour l'Italie (mai 1698) qu'il parcourt en tous sens pendant trois ans à la recherche de manuscrits pour la publication des œuvres de saint Jean Chrysostome, et où il est un moment procureur de son ordre à la suite de la mort de son prédécesseur Dom Estiennot. À Rome, le pape Innocent XII qui avait facilité son voyage le reçoit très honorablement, mais il se trouve en butte à la jalousie de Lorenzo Alessandro Zaccagni (1657-1712), second bibliothécaire du Vatican, et soutient des luttes contre les jésuites. Il rentre en France en juin 1701.
En 1719, le Régent le nomme membre de l'Académie des inscriptions et belles-lettres, en l'absence de place vacante. C'est cette même année qu'il étudie la sépulture mégalithique de Cocherel (Eure).
En 1719, à la mort du père jésuite Michel Le Tellier, ancien confesseur de Louis XIV, Bernard de Montfaucon est élu à sa place.
La compréhension de l'architecture antique fait des progrès déterminants, surtout avec la publication à partir de 1719 par Bernard de Montfaucon de L'Antiquité expliquée et représentée en figures en 15 volumes, qui présente pour la première fois l'Antiquité grecque et l'Antiquité romaine en commun.
Pour cette série de volumes, Montfaucon utilise, pour la première fois en France, le financement par souscription. L'ouvrage est illustré de plus de 1000 planches, qui sont la raison principale de son succès, même si leur qualité générale est médiocre. Sur le plan méthodologique, Montfaucon reste un érudit antiquaire de son époque, qui ne se soucie pas de chronologie, de contextualisation, ou de typologie.
Dans ce même ouvrage Bernard de Montfaucon a aussi écrit un chapitre consacré à l’Égypte Ancienne, chapitre qui manifestement sera récupéré un siècle plus tard par Jean-François Champollion pour la traduction des hiéroglyphes.[réf. nécessaire]
En 1723, Montfaucon explore le site d'Olympie avec l'archevêque de Corfou.
Bernard de Montfaucon est le fondateur de la paléographie avec la publication, en 1707, de Paleographia Graeca. Il invente le mot « paléographie » qu'il emploie pour la première fois dans une lettre datée du 14 janvier 1708 en lui donnant une signification très large qui englobe à la fois la codicologie et l'étude des écritures livresques.
Il distingue deux grandes catégories d'écritures : l'onciale, faite des « majuscules », dont il emprunte le nom aux latinistes et qu'il connaît mal, les exemples en étant rares à Paris, et les écritures liées, faites des « minuscules », dont il a une grande connaissance, par le Cabinet du roi et la collection du duc de Coislin.
Bernard de Montfaucon meurt le 21 décembre 1741 à l'abbaye de Saint-Germain-des-Prés et son corps est transféré en 1819 dans l'ancienne église abbatiale.
Ses autres œuvres sont : Analecta Graeca (1688) ; Collectio nova et scriptorum graecorum (1706), Monuments de la monarchie française, qui comprennent l'histoire de France, avec les figures de chaque règne (5 volumes de gravures, 1729-1733).

## Œuvre
- Analecta graeca, sive varia opuscula graeca inedita (Paris, 1688)
- S. Athanasii opera omnia (Paris, 1698)
- Diarium italicum (Paris, 1702)
- Bibliotheca Coisliniana (Paris, 1705)
- Collectio nova patrum graecorum (1706)
- Palaeographia Graeca, sive, De ortu et progressu literarum graecarum (Paris, 1708) (lire en ligne)
- Bibliotheca Coisliniana olim Segueriana, Paris: Ludovicus Guerin & Carolus Robustel, (Paris, 1715)

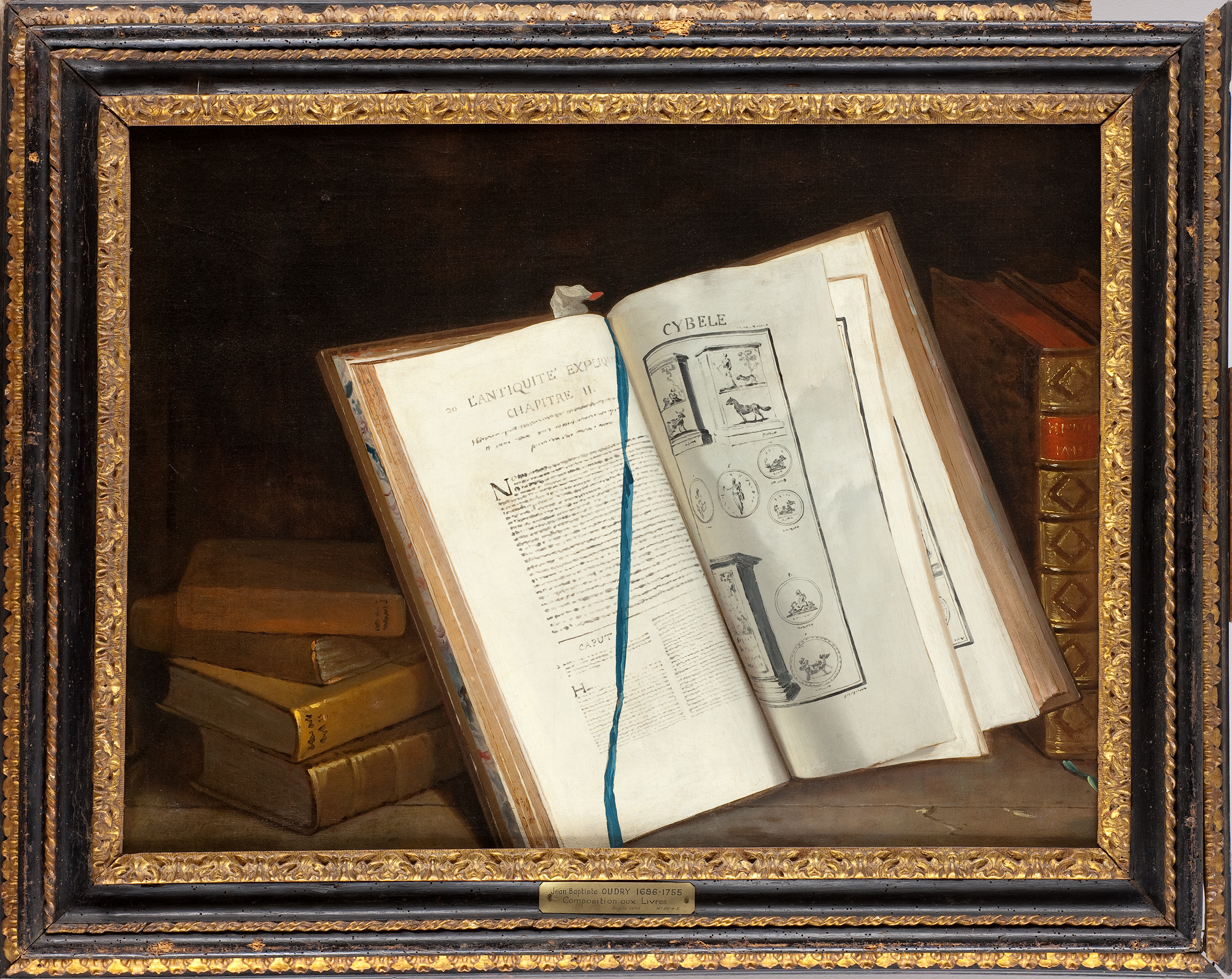
Jean-Baptiste Oudry, Composition aux livres (vers 1735) (Antiquité expliquée I, 2e éd., p. 20, avec des illustrations relatives au culte de Cybèle).

- L'antiquité expliquée et représentée en figures, t. 1-5 (sous forme de 10 vol.), Paris, chez F Delaulne, H Foucault, M Clousier, JG Nyon, E Ganeau, N Gosselin et Pierre Giffart, 1719

Tome I, 1. Les dieux des Grecs et des Romains. Les Dieux du premier, du second et  du troisième rang, selon l'ordre du tems, Tome I, 2. Les Heros parvenus à la Divinité, Tome II, 1. Le culte des Grecs et des Romains, Tome II, 2 La religion des Egyptiens, des Arabes, des Syriens, des Perses, des Scythes, des Germains, des Gaulois, des Espagnols et des Carthaginois, Tome III, 1. Les usages de la vie, Tome III, 2 Les bains, les mariages, les grands et les petits jeux, les pompes, la chasse, la pêche, les arts, etc.
- Les monumens de la monarchie françoise (vols. 1-5, Paris, 1729-1733) tome 1, L'origine des François jusqu'à Philippe Ier, tome 2, Depuis la conquête de l'Angleterre par Guillaume, duc de Normandie, jusqu'à Louis VI, tome 3, depuis Charles V jusqu'à Louis XI, tome 4, depuis Charles VIII jusqu'à François Ier, tome 5, depuis Henri II jusqu'à Henri IV

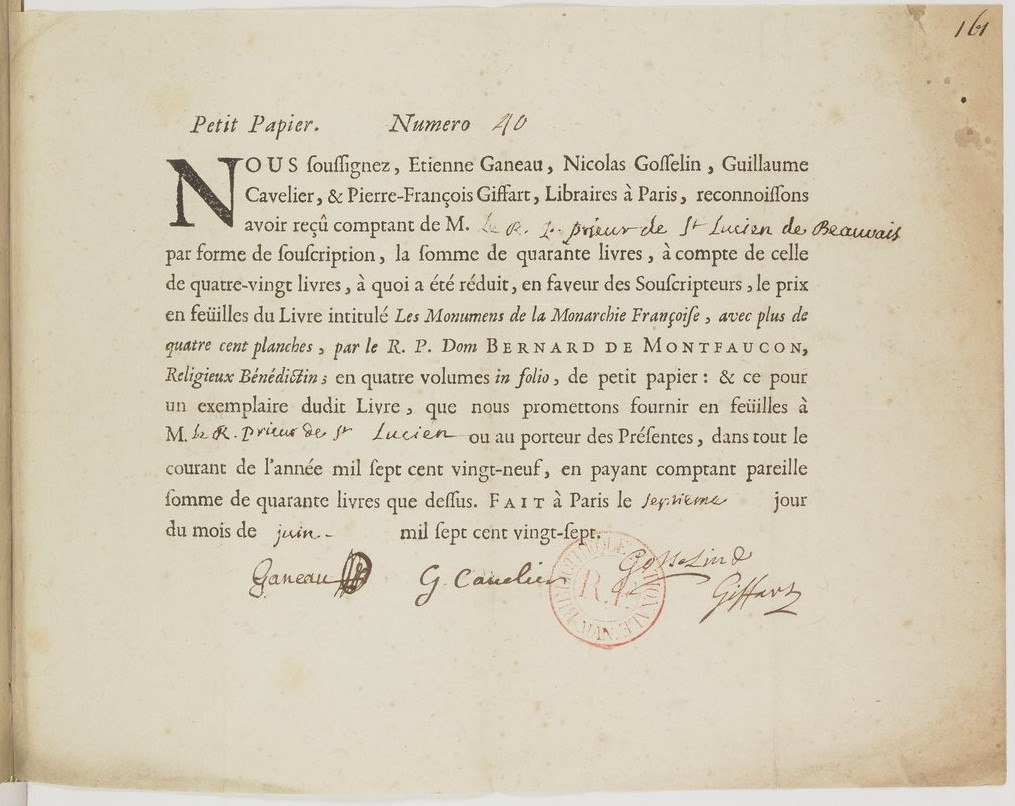
Billet de souscription pour les Monumens de la Monarchie françoise (1727).

- Sancti Patris Nostri Ioannis Chrysostomi Archiepiscopi Constantinopolitani Opera Omnia quae exstant vel quae eius nomine circumferuntur (Paris, 1718—1738)
- Bibliotheca bibliothecarum manuscriptorum nova : ubi, quae innumeris pene manuscriptorum bibliothecis continentur, ad quodvis litteraturae genus spectantia & notatu digna, describuntur & indicantur, t. 1, Parisiis, apud Briasson, 1739, [6]-CCLI-[1]-1669 (lire en ligne), t. 2